# Hot Natured
Hot Natured is een Brits-Amerikaanse housegroep. De groep bestaat uit Jamie Jones (1980), Lee Foss, Ali Love (1979) en Luca Cazal. Live worden ze bijgestaan door zangeres Anabel Englund. Jones en Foss zijn ook eigenaars van het in het Verenigd Koninkrijk actieve label Hot Creations.

## Geschiedenis
Hot Natured ontstond in 2009 als initiatief van de Britse producer Jamie Jones en de Amerikaanse producer Lee Foss. Jones was de jaren daarvoor al actief als producer en produceerde het album Don't You Remember The Future (2009). Het duo ontmoette elkaar op Ibiza en begon een samenwerking. Daarbij pendelde Foss heen en weer tussen het Verenigd Koninkrijk en zijn thuisbasis in de Verenigde Staten. Ze debuteerden met de ep H.E.A.D.S., waarvan slechts vijftig exemplaren in omloop werden gebracht. Deze werd gevolgd door de Equilibrium EP (2010), waarvan er vierhonderd werden gemaakt. Beide verschenen op het Amerikaanse label Culprit. 
In 2011 richtten ze het label Hot Creations op. Daar verschenen singles in grotere oplages. Ook werd besloten de groep uit te breiden met songwriter Ali Love en dj Luca Cazal, die beiden het duo Infinity Ink vormden. Hiermee werd een liveact opgebouwd die op festivals als Glastonbury aandeed. Voor vrouwelijke vocals werd samengewerkt met de Amerikaanse zangeres Anabel Englund. Ze assisteerde de band op tournee maar werd zelf geen lid van de groep. Met haar maakte Lee Foss in 2012 ook de Elecktricity EP met producer Marc Kinchen. In 2013 verscheen het debuutalbum Different Sides of The Sun. Hierop waren vocale bijdragen van Anabel Englund en was er een bijdrage van Róisín Murphy. Ook maakten ze voor het blad Mixmag de mixplaat Alternate States (2013), die voor de lezers bijgevoegd werd.

## Discografie

### Singles en ep's
- H.E.A.D.S. (2009)
- Equilibrium EP (2010)
- Forward Motion (2011)
- Benediction (2012)
- Reverse Skydiving (2012)
- Isis (Magic Carpet Ride) (2013)

### Albums
- Different Sides of The Sun (2013)
- Alternate States (mix) (2013)